# 賽厄島
賽厄島是丹麥的島嶼，位於卡特加特海峽，由西蘭大區負責管轄，長11.4公里、寬1.8公里，面積12.36平方公里，最高點海拔高度30米，2012年人口358。